# Lulwoana uniseptata
Lulwoana uniseptata är en svampart som först beskrevs av Nakagiri, och fick sitt nu gällande namn av Kohlm., Volkm.-Kohlm., J. Campb., Spatafora & Gräfenhan 2005. Lulwoana uniseptata ingår i släktet Lulwoana och familjen Lulworthiaceae.   Inga underarter finns listade i Catalogue of Life.